# Thma Koul
Thma Koul – dystrykt (srŏk) w północno-zachodniej Kambodży, w prowincji Bătdâmbâng.

## Podział administracyjny
W skład dystryktu wchodzi 10 gmin (khum):
- Ta Pung
- Ta Mœn
- Ou Ta Ki
- Chrey
- ’Ânlóng Run
- Chraŏy Sdau
- Boeng Pring
- Kouk Khmum
- Bansay Traeng
- Rung Chrey

Na terenie dystryktu położonych jest 71 miejscowości.

## Kody
- kod HASC[1] (Hierarchical administrative subdivision codes) – KH.BA.TK
- kod NIS[1] (National Institute of Statistics- district code) – 0202